# Danielle Charest
Pour les articles homonymes, voir Charest.
Danielle Charest, née le 9 août 1951 à Sherbrooke et morte le 13 octobre 2011 à Paris 10e, est une écrivaine québécoise, grande figure du lesbianisme radical.

## Biographie
Danielle Charest obtient le diplôme de l’École des Hautes Études en sciences sociales pour son mémoire « Littérature et rapports sociaux de sexe » (dans la littérature policière). Puis elle a obtenu un DEA d’histoire sur « Le Traitement des personnages de lesbiennes et d’homosexuels dans la littérature policière ».
Elle exerce ensuite divers petits métiers : chanteuse de folk, cueilleuse de pommes, peintre en usine et en bâtiment, cuisinière dans un restaurant rapide, chauffeur de taxi, professeure d’équitation pour les enfants  et professeure de français pour adultes. Ces expériences lui servent à nourrir son inspiration de ses œuvres ultérieures.
Elle coréalise un film documentaire sur les violences faites aux petites filles, publie des nouvelles littéraires et Ma maison, mon taxi (1993), la biographie de Fernande Chartrand, une chauffeuse de taxi.
Elle est cofondatrice, avec un collectif de lesbiennes, de la revue trimestrielle lesbienne radicale Amazones d'hier, lesbiennes d'aujourd'hui (AHLA), publiée à Montréal depuis 1982.
Elle anime des débats, publie des textes sur le web et participe à Lesbia Magazine. Les intrigues de ses romans mettent en scène « Le groupe », des militantes féministes, lesbiennes et fières de l’être.
Son livre Haro sur les fumeurs, jusqu'où ira la prohibition ?, publié en 2008, étudie la progression des lois anti-tabac en France en la replaçant dans le contexte international. Selon elle, cette nouvelle forme de discrimination s'inscrit dans un cadre plus large, celui d'une montée en puissance d'un moralisme liberticide qui dépasserait ainsi le seul cercle des fumeurs.
Elle décède le 13 octobre 2011 à la maison des femmes située dans le 10e arrondissement de Paris, après une rupture d'anévrisme survenue à la mi-septembre 2011.

## Œuvre

### Romans policiers
- L’Érablière, Paris, Librairie des Champs-Élysées, Le Masque no 2377, 1998
- L’Échafaudage, Paris, Librairie des Champs-Élysées, Le Masque no 2428, 1999
- L’Étouffoir, Paris, Librairie des Champs-Élysées, Le Masque no 2442, 2000
- L’Entrave, Paris, Éditions du Masque, 2002
- Conte à rebours, Paris, Diesel Press, 2003 ; réédition, Paris, Sirius, coll. Bad Girls, 2012

### Autres publications
- Ma maison, mon taxi, Montréal, Lémeac, 1993
- Mais où est mais, Paris, Éditions d'art Le Sabord, 2000
- Tabac : Vérités et mensonges, Paris, Les Trois Rives, 2006
- Lettreinfo, Diffusion par mail, 2008
- Haro sur les fumeurs, jusqu’où ira la prohibition ?, Paris, Éditions Ramsay, 2008
- L’Enchilada, (Photos de Christine Aubrée), Paris, Éditions iXe, coll. ixe' prime, 2011